# Vaixell cisterna

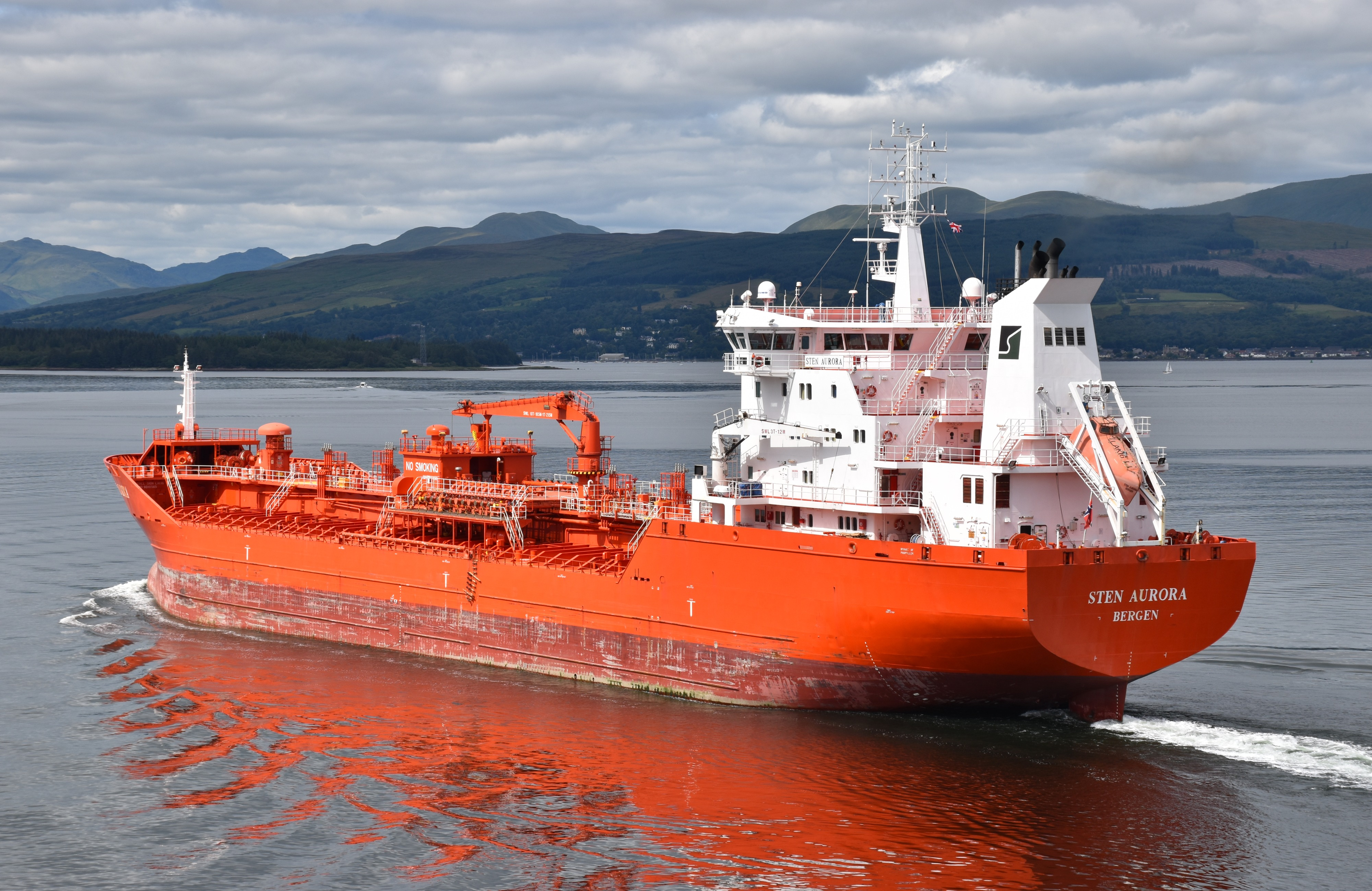
Sten Aurora: vaixell cisterna mixt (petroli/productes químics) navegant pel fiord de Clyde.

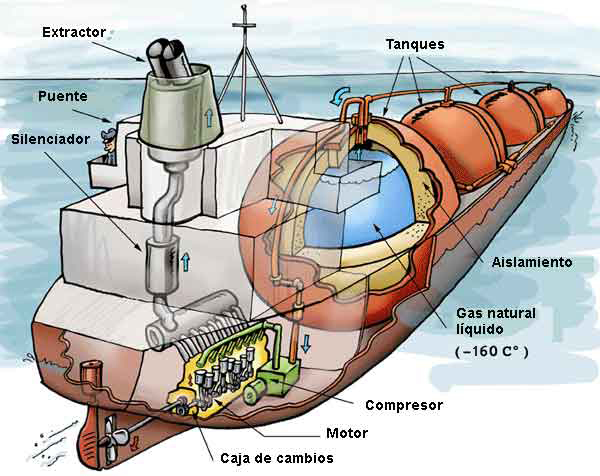
Esquema d'un vaixell metaner. Vegeu els tancs esfèrics.

En el sector del transport marítim, un vaixell cisterna és un vaixell destinat al transport i emmagatzematge de líquids o gasos a granel.
Els líquids més habituals són el petroli i alguns derivats. Pel que fa als gasos el seu transport es realitza en fase líquida.
Els vaixells cisterna adopten dissenys molt especialitzats. Normalment només poden transportar un tipus de producte: aquell per al qual han estat construïts.
Els anomenats vaixells nodrissa són una variant dels vaixells cisterna, emprats en les marines de guerra de molts països, que poden transportar altres productes (queviures, recanvis, ...). A més del combustible, que acostuma a ser la càrrega principal.

## Antecedents

### Tancs d'aigua potable integrats en el vaixell
- Vaixells romans.[8][9][10]
- 37-41 dC. Vaixells de Nemi.
- 1405. Els vaixells de les exploracions de Zheng He portaven l'aigua en tancs especials. Probablement integrats en els bucs de les naus (juncs).[11]
- 1487. Vasco da Gama.[12]
- 1500. L'explorador portuguès Pedro Álvares Cabral va descobrir i adoptar els sistema de tancs per a aigua de forma prismàtica. tal com els usaven els "mouros".[13]
- 1532. Carta de Pedro de Alvarado “noticiando al Emperador que ha llevado de España carpinteros, calafates y maestros, y en poco tiempo ha fabricado en la mar del Sur un galeón, San Cristóbal, una nao, Santa Clara, otra nao, la Buenaventura; otra en el golfo de Chiva, una carabela, un patax i otras dos carabelas más medianas. Lo único que le han faltado han sido toneleros para el botámen, pero para suplirlo, ha hecho unas vasijas que llaman tanques y hacen á seis y á cuatro botas de agua, resultando tan singular vasija y tan buena, que la tienen por mejor que los toneles de España”.[14][15]

#### Tancs d'aigua moderns
Sobre els tancs d'aigua "moderns" (des del segle xix fins a l'actualitat) hi ha molta bibliografia.
Dels materials emprats es poden esmentar els següents: planxa d'acer galvanitzat i/o pintat i materials plàstics o compostos.

## Vaixells cisterna d'aigua potable

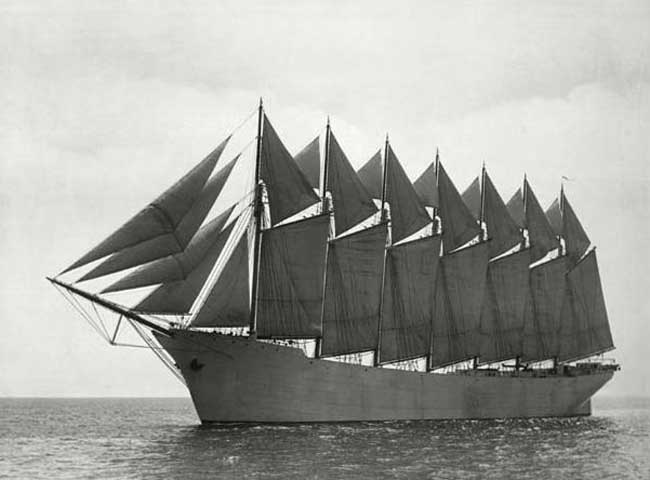
L'única goleta de set pals Thomas W. Lawson, construïda el 1902. El 1906 fou transformat en vaixell cisterna. L'any següent va naufragar, provocant un vessament de hidrocarburs de grans proporcions.

- 1847.[21]
- 1848.[22]
- 1864.[23]
- 1865.[24]
- 1890.[25]

## Capacitat i desplaçament
Els vaixells cisterna poden tenir una capacitat que va des de diversos centenars de tones, que inclou vaixells per al servei de petits ports i assentaments costaners, fins a diversos centenars de milers de tones, per al transport de llarg abast. A més dels vaixells cisterna oceànics o marítims, també hi ha vaixells cisterna especialitzats en navegació interior que operen en rius i canals amb una capacitat mitjana de càrrega de fins a uns milers de tones.

## Productes transportats
Els productes transportats poden ser molt diversos.
- Hidrocarburs
  - Petroli
  - gas liquat del petroli
  - gas natural liquat[26]
- Productes químics
  - amoníac
  - clor
  - monòmer d’estirè
- Aigua potable
- Vi, alcohol
- Melassa
- Sucs de fruita

## Problemàtica general

### Resum històric
Els vaixells cisterna són un concepte relativament nou, que data dels últims anys de segle XIX. Abans, la tecnologia (la tecnologia usada ordinàriament; la tecnologia habitual) no permetia el transport de líquids a granel. El mercat tampoc estava orientat al transport o la venda de càrregues a granel, de manera que la majoria dels vaixells transportaven una àmplia gamma de productes diferents en diferents bodegues i comerciaven fora de les rutes fixes. Els líquids solien carregar-se en barrils, d'aquí el terme "tonatge", que es refereix a el volum dels cellers en termes de quantes tones (quants tonells) o barrils de vi podien transportar-se. Fins i tot l'aigua potable, vital per a la supervivència de la tripulació, es estibava en barrils.

### Problemes concrets
El transport de líquids a granel en els primers vaixells plantejava diversos problemes:
- Bodegues: en els vaixells de fusta de construcció tradicional les bodegues no eren prou estanques a l'aigua, a l'oli o a l'aire per evitar que una càrrega líquida es fes malbé o es filtrés. El desenvolupament dels bucs de ferro i acer va resoldre aquest problema.
- Càrrega i descàrrega: els líquids a granel han de ser bombats: el desenvolupament de bombes i sistemes de canonades eficaços va ser vital per al desenvolupament del petrolier. Es van desenvolupar motors de vapor com a motors primaris per als primers sistemes de bombament. Ara es necessitaven també instal·lacions de manipulació de la càrrega en terra, així com un mercat per rebre el producte en aquesta quantitat. Els barrils podien descarregar-se amb grues normals, i el mateix sistema d’emprar barrils significava que el volum de líquid transportat era sempre relativament petit, el que mantenia el mercat més estable.
- Efecte de superfície lliure: una gran massa de líquid transportada a bord d'un vaixell afectarà l'estabilitat del mateix, especialment quan el líquid es desplaça per la bodega (transformada en tanc o cisterna) en resposta als moviments del vaixell. L'efecte era insignificant en els barrils, però podia arribar a ser perillós si el tanc s'estenia a l'ample del vaixell; un problema que es resolia amb una àmplia subdivisió dels tancs.

## Consideracions de disseny
Cada tipus de vaixell cisterna ha de respondre a les exigències i condicions de la seva vida activa i les previsions raonables que demandarà el seu servei. Hi ha alguns trets generals que poden resumir-se i que es presenten a continuació.

### Pressió interna

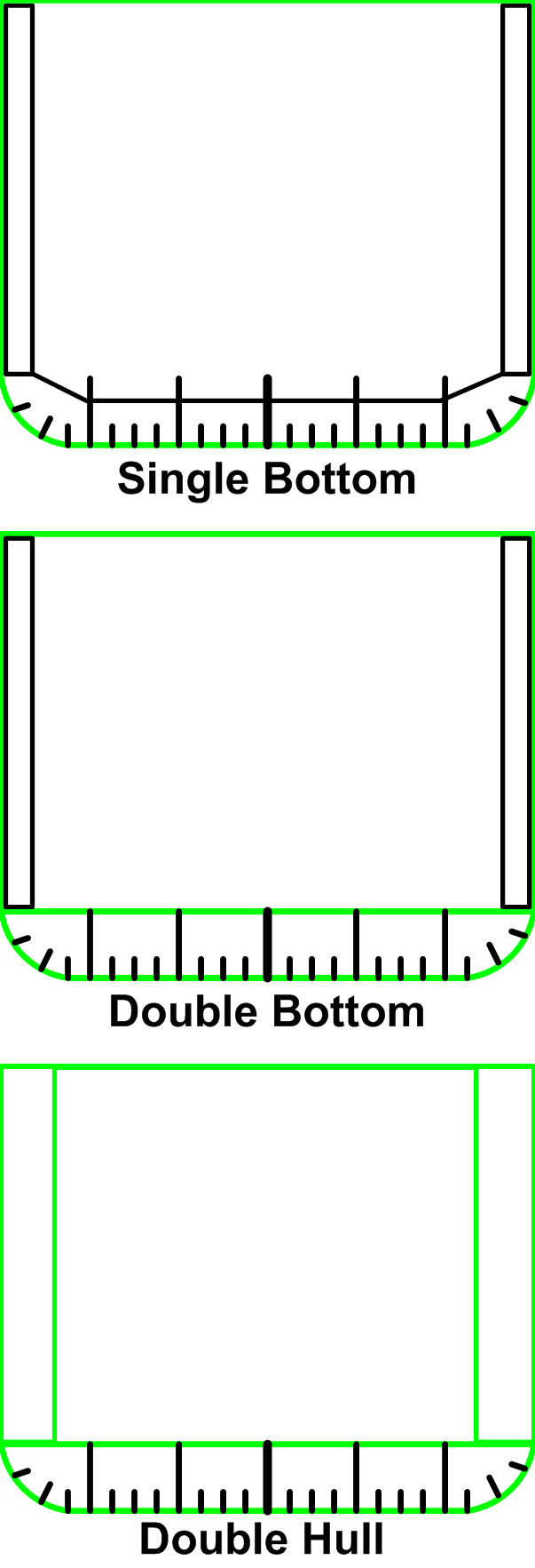
Seccions del buc d’un petrolier. De dalt a baix: fons senzill, doble fons, doble buc.

La condició més important de cara al disseny és la pressió interna que haurà de suportar la cisterna (normalment hi ha cisternes múltiples en el mateix vaixell).

#### Pressió interna igual a la pressió atmosfèrica
Els tancs poden ser de forma prismàtica, amb parets planes. Les forces que provoca el líquid transportat són degudes a l’acció de la gravetat (i les forces dinàmiques provocades pels moviments del vaixell) i són relativament moderades.

#### Pressió interna superior a l’atmosfèrica
Les cisternes o tancs adopten una forma sensiblement esfèrica que permet resistir les forces que provoca la pressió interna, que són molt elevades.

### Ruta i punts de descàrrega
Els calats dels vaixells cisterna, particularment importants en els petroliers gegants, estan limitats per la profunditat dels punts de càrrega i descàrrega (ports, pantalans i similars). I també per la profunditat dels canals que han de transitar.
L'eslora, la mànega i la maniobrabilitat són igualment determinants. Hi ha rutes amb profunditat sobrada que presenten un pas limitat en superfície.

### Ventilació i sistemes relacionats
El transport de productes amb una pressió de vapor alta a temperatura ambient poden requerir mesures especials de ventilació, un disseny de tancs a pressió o sistemes de recuperació dels vapors (incloent alguna mena de refrigeració forçada).

### Sistemes calefactors
Alguns productes molt viscosos a temperatura ambient poden exigir alguna mena de calefacció dels tancs per a permetre el seu bombament en les operacions de càrrega i descàrrega (petroli cru, fuel oil, asfalt, melasses…). L’augment de temperatura del producte pot provocar la vaporització de compostos volàtils (amb perill d’incendis, explosions o contaminació ambiental). Per a cada producte hi ha protocols detallats i rigorosos que cal seguir per mantenir la seguretat.

## Capacitat dels vaixells cisterna
Els vaixells cisterna utilitzats per als combustibles líquids es classifiquen segons la seva capacitat.
En 1954, Shell Oil va desenvolupar el sistema avaluació del noli mig, (AFRA) per les sigles en anglès, que classifica als petroliers de diferents mides. Per convertir-lo en un instrument independent, Shell va consultar el London Tanker Brokers (LTBP). Al principi, van dividir els grups com General Purpose per als petroliers de menys de 25 000  TPM  Medium Range  per als vaixells entre 25 000 i 45 000  TPM i Large Range (més tard Long Range) per als llavors enormes vaixells de més de 45 000  TPM.
Els vaixells es van fer més grans durant la dècada de 1970, i la llista es va ampliar, on les tones són tones mètriques:
- 10 000–24 999 TPM: Small tanker
- 25 000–34 999 TPM: Intermediate tanker
- 35 000–44 999 TPM: Medium Range 1 (MR1)
- 45 000–54 999 TPM: Medium Range 2 (MR2)
- 55 000–79 999 TPM: Long Range 1 (LR1)
- 80 000–159 999 TPM: Long Range 2 (LR2)
- 160 000–319 999 TPM: Very Large Crude Carrier (VLCC)
- 320 000–549 999 TPM: Ultra Large Crude Carrier (ULCC)